# Staden (Belgia)
Staden (vls. Stoan) – miejscowość i gmina (gemeente) w Belgii, w Regionie Flamandzkim, w prowincji Flandria Zachodnia, w okręgu Roeselare. 1 stycznia 2024 liczyła 11 677 mieszkańców.

## Podział administracyjny
W skład gminy wchodzą dwie dzielnice (deelgemeente):
- Oostnieuwkerke
- Westrozebeke

## Współpraca
Miejscowość partnerska:
- Florstadt, Niemcy